# Myślibory
Myślibory – wieś sołecka w Polsce położona w województwie mazowieckim, w powiecie ostrowskim, w gminie Nur.
Wieś szlachecka położona  była w drugiej połowie XVI wieku w powiecie nurskimziemi nurskiej województwa mazowieckiego. W latach 1975–1998 miejscowość administracyjnie należała do województwa łomżyńskiego.
Wierni Kościoła rzymskokatolickiego należą do parafii św. Jana Apostoła w Nurze.

## Historia
Wieś założona najprawdopodobniej w XV w. w miejscu nadania ziemskiego dla rycerza herbu Ślepowron z Ziemi ciechanowskiej. Nazwa wsi powstała od imienia Myślibor.
Inni znani właściciele wsi:
- dokumenty sądowe z roku 1545 wymieniają: Marcina herbu Jelita, jak również Jakuba, Jana i Macieja, częściowych właścicieli wsi
- w roku 1578 dziedzicami wsi o powierzchni użytków rolnych wynoszących 10 włók byli: Filip, Leonard i Łukasz z braćmi
- pod koniec XVI w.: Jan, Sebastian, Marcin i Stefan, którzy przyjęli nazwisko Myśliborski
- początek XVIII w. - Stefan Myśliborski, również dziedzic wsi Ołowsko
- połowa XVIII w. - Nikodem Myśliborski
- 1753 - Ossolińscy
- 1784 - Aleksander Ossoliński[9]

W XIX w. miejscowość była częścią dóbr Obryte. We wsi mieszkali chłopi i być może zubożali szlachcice. W roku 1827 we wsi 8 domów i 46 mieszkańców. Po uwłaszczeniu ziemi dworskiej w roku 1864 powstały tu 3 gospodarstwa chłopskie. Pod koniec XIX w. we wsi mieszkają chłopi i właściciele drobnoszlacheccy.
Spis powszechny z roku 1921 notuje tu 8 domów i 65 mieszkańców. W roku 1935 wieś liczyła 16 domów.